# Corynanthera
Corynanthera é um género botânico pertencente à família Myrtaceae com uma única espécie: Corynanthera flava, J.W.Green, relacionada filogeneticamente com o género Micromyrtus. É uma planta arbustiva, de porte esguio, nativa das planícies arenosas do sudoeste da Austrália. É uma planta apreciada pelas suas flores amarelo-douradas dispostas em rácimos, que florescem no final da Primavera e início do Verão (no hemisfério sul), pelo que é procurada para decorações natalícias. É comercializada na Ásia e na Europa, depois de colhida no seu ambiente natural, ainda que esteja proibida a sua colheita em terrenos públicos. Tem-se, entretanto, estudado novos métodos de cultivo da espécie, dada a sua elevada procura e valor no mercado.